# Gurtenbahn
| Wagen bei Grünenboden (2010) |                     |                                  |                                  |
| Fahrplanfeld: | 2351 (früher: 1351) |                                  |                                  |
| Streckenlänge: | 1,059 km            |                                  |                                  |
| Spurweite: | 1000 mm (Meterspur) |                                  |                                  |
| Maximale Neigung: | 343.4 ‰             |                                  |                                  |
| |                     |                                  |                                  |
| \| \| \| Wabern bei Bern (Bern–Belp–Thun) \| \| \| \| \| Wabern (Gurtenbahn) \| 572 m ü. M. \| \| \| \| Grünenboden \| \| \| \| \| Grünenboden bei Ausweichstelle \| 686 m ü. M. \| \| \| \| \| \| \| \| \| Gurten Kulm \| 839 m ü. M. \| \| \| \| Gurten \| 858 m ü. M. \| |                     |                                  |                                  |
| Strecke quer · Bahnhof quer · Strecke quer |                     | Wabern bei Bern (Bern–Belp–Thun) | Wabern bei Bern (Bern–Belp–Thun) |
| Kopfbahnhof Streckenanfang |                     | Wabern (Gurtenbahn)              | 572 m ü. M.                      |
| ehemaliger Haltepunkt / Haltestelle |                     | Grünenboden                      | Grünenboden                      |
| Haltepunkt / Haltestelle |                     | Grünenboden bei Ausweichstelle   | 686 m ü. M.                      |
| Strecke |                     |                                  |                                  |
| Kopfbahnhof Streckenende |                     | Gurten Kulm                      | 839 m ü. M.                      |
| |                     | Gurten                           | 858 m ü. M.                      |

Die Gurtenbahn ist eine eingleisige Standseilbahn mit einem Ausweichstück (Abtsche Weiche) in der Streckenmitte. Sie verbindet Wabern bei Bern mit dem Gurten.
Der Bau der Bahn war im Juli 1899 beendet, sie konnte jedoch nicht fahren, weil vor Ort die elektrische Energie fehlte. Am 12. September kam es schliesslich zur Aufnahme des Betriebes, und bis zum Ende des Jahres wurden bereits 33'500 Personen befördert.

## Technische Daten

### Bahn 1966–1999
- Talstation: 572,6 m ü. M.
- Bergstation: 833,1 m ü. M.
- Länge: 1160,6 m (Fahrlänge)
- Höhendifferenz: 260,5 m
- Steigung: 21,97–33 %
- Spurweite: 1000 Millimeter
- Neigung Wagenkasten: 26 %
- Fassungsvermögen je Wagen: 100 Personen

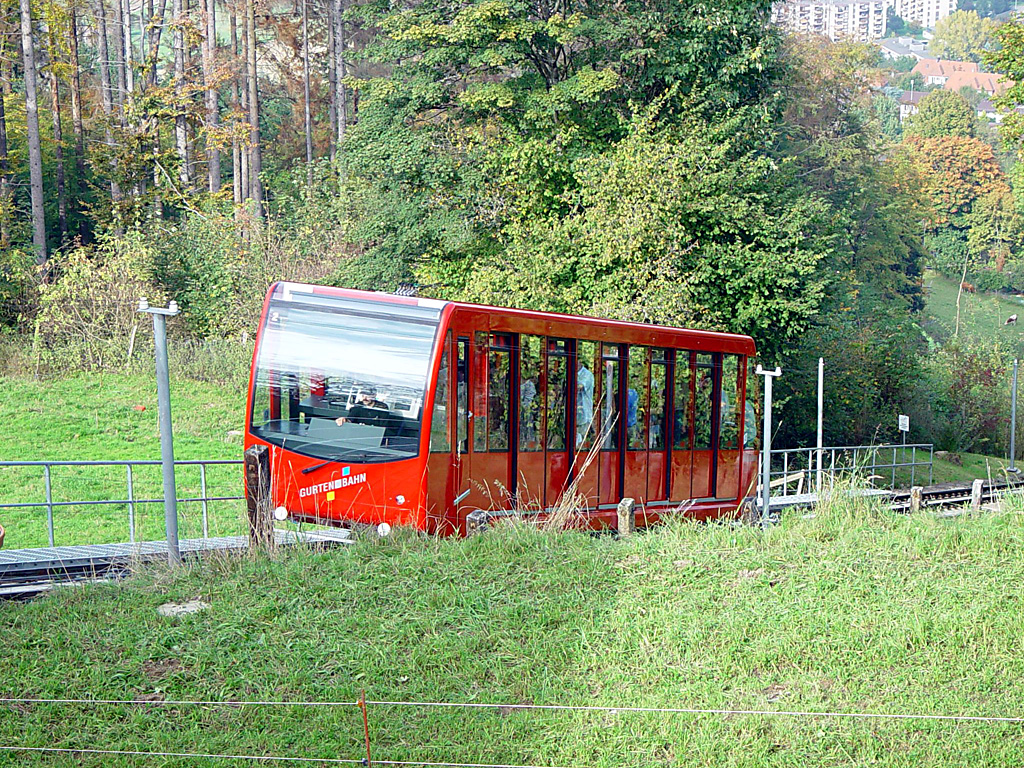
Die Gurtenbahn

### Neue Bahn (seit 1999)
- Talstation: 572,6 m ü. M.
- Bergstation: 839,5 m ü. M.
- Länge: 1059 m (Fahrlänge)
- Höhendifferenz: 266,9 m
- Steigung: 21,97–34,34 %
- Spurweite: 1000 Millimeter
- Neigung Wagenkasten: 30 %
- Fassungsvermögen je Wagen: 120 Personen

## Geschichte

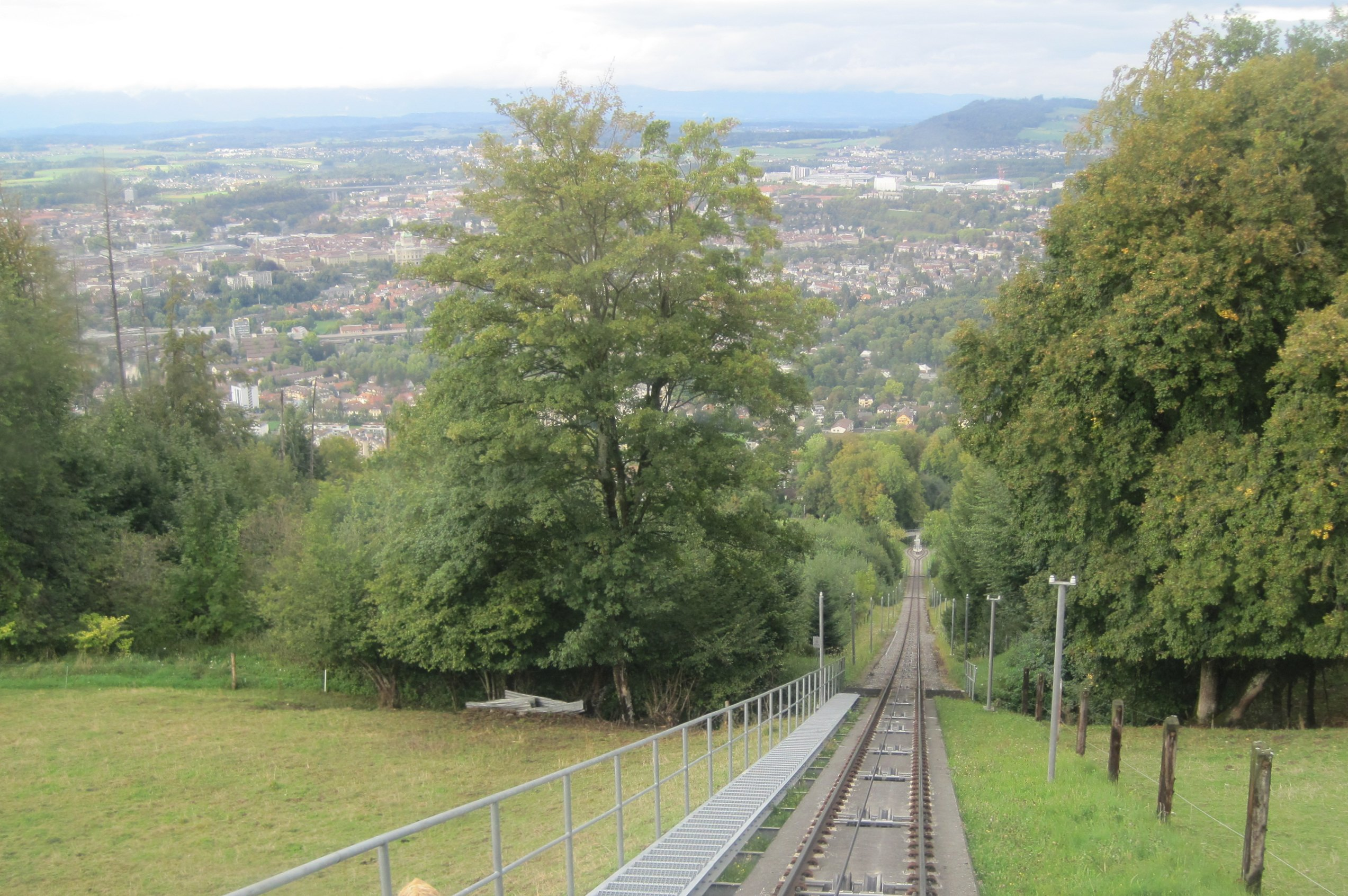
Panoramablick auf Bern

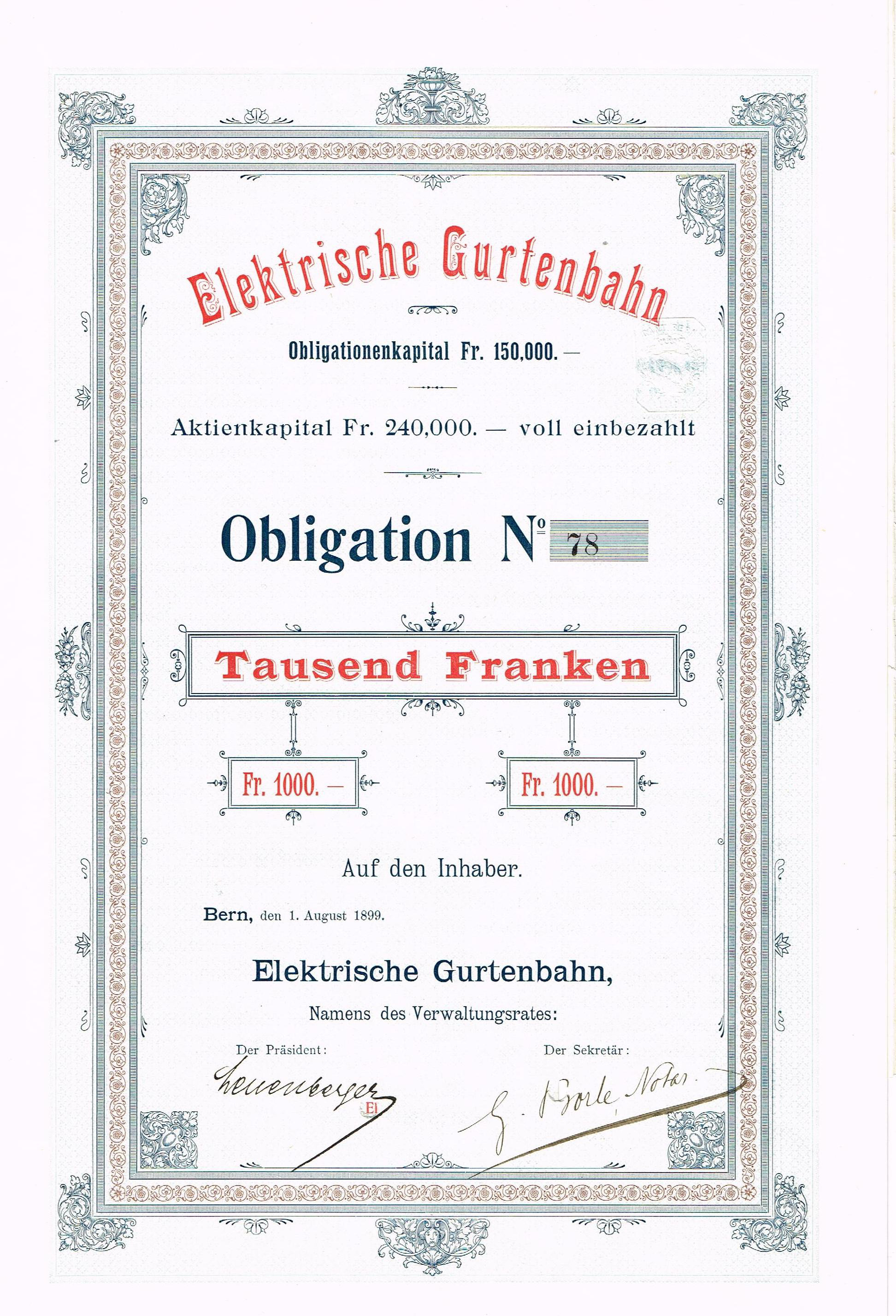
Obligation über 1000 Franken der Gesellschaft Elektrische Gurtenbahn vom 1. August 1899

Plakat 1903/1904

Am 12. Dezember 1885 wurde die 1. Konzession für den Bau einer Standseilbahn auf den Gurten erteilt. Dieses Projekt wurde aber nie verwirklicht.
So wurde am 22. Dezember 1893 eine 2. Konzession für eine Standseilbahn von Wabern auf den Gurten erteilt, diese wurde dem Direktor der Berner Tramway Gesellschaft (später Städtische Verkehrsbetriebe Bern) erteilt. Die Konzession wurde am 17. Dezember 1897 mit einem Bundesbeschluss an Fritz Marti von Winterthur übertragen, der am 15. Oktober 1898 die Elektrische Gurtenbahn gründete. Am 27. Dezember 1898 wurden die Baupläne genehmigt und der Bau unverzüglich aufgenommen. Anfangs Juli 1899 waren die Bauarbeiten abgeschlossen, da aber vor Ort noch keine elektrische Energie verfügbar war, konnte die Bahn noch nicht eröffnet werden.
Am 7. und 9. September 1899 wurde die Kollaudation der Anlage durchgeführt und die Betriebsbewilligung ausgestellt. Am 12. September 1899 konnte die Bahn ihren Betrieb aufnehmen. Am 1. Januar 1926 erwarb die Stadt Bern den Gurtenbesitz und eine Mehrheit der Gurtenbahnaktien. Der bisherige Verwaltungsrat trat geschlossen zurück. 1927 wurden neue Statuten beschlossen und der Name in Gurtenbahn Bern AG geändert.
1931 wurden die Wagen überholt und die Talstation renoviert. Im Jahre 1932 wurde ein neuer Antrieb eingebaut, welcher die Fahrzeit von 9 auf 7 Minuten verkürzte. Im Jahre 1943 wurde die Beschaffung neuer Wagen beschlossen.
Im Jahre 1944 wurde nach 45 Betriebsjahren eine grundlegende Erneuerung der Anlagen in Angriff genommen. So ersetzte man die alten Wagen mit einem Fassungsvermögen von 60 Personen durch solche aus Leichtmetall mit einem Fassungsvermögen von 100 Personen. Die Fahrzeit konnte von 7 auf 5 Minuten verkürzt werden. Die Talstation wurde ebenfalls umgestaltet.
1949 wurde auch noch die Bergstation umgestaltet und das 50-Jahr-Jubiläum gefeiert. 1952 trat auf dem Gurten das Fahrverbot für Motorfahrzeuge in Kraft. 1960 wurde zusammen mit Jugendlichen ein Kinderspielplatz und die Liliputeisenbahn auf dem Gurten gebaut.
Vom 14. März bis 21. Mai 1966 war die Anlage geschlossen und wurde umgebaut. Danach war ein automatisierter Einmann-Betrieb möglich und bei Stossbetrieb sogar eine Fahrzeit von nur noch 3½ Minuten. 1970 entstand neben der Talstation ein Parkhaus. 1977 fand das erste Gurtenfestival statt.
Am 25. Juni 1995 nahmen die Stadtberner Stimmbürger die Vorlage zum Projekt «Gurten 2000» mit grosser Mehrheit von knapp 90 Prozent Ja-Stimmen an. Bestandteile der Abstimmung waren neben der Erhöhung des Aktienkapitals der Gurtenbahn und einer Beteiligung der Migros an der Gurtenbahn insbesondere die Errichtung der Stiftung Gurten-Park im Grünen. Der Stiftungszweck der vierten Park-im-Grünen-Stiftung des Migros-Kulturprozents ist «die Erhaltung und Erweiterung des Naherholungsgebietes Gurten, die Errichtung eines Kultur- und Begegnungszentrums und die Förderung kultureller Anlässe auf dem Gurten», wofür rund 30 Millionen Franken aus dem Kulturprozent bereitgestellt wurden.
Als Teil des Projekts «Gurten 2000» wurde die Bahn 1999 ein weiteres Mal umgebaut: die Bergstation wurde komplett neu gebaut, der Antrieb ersetzt und neue Panorama-Wagen mit einem Fassungsvermögen von 120 Personen in Betrieb genommen. Am 1. Juli 1999 konnte die umgebaute Bahn feierlich wiedereröffnet werden. Ab dem 8. Juli 1999 konnten Privatpersonen erstmals Aktien der Gurtenbahn erwerben, das Mitte 1996 auf 6,4 Millionen Franken erhöhte Aktienkapital wurde hierfür in 54'000 Namenaktien und neu 10'000 Inhaberaktien aufgeteilt. Der sogenannte «Gurtenpark» wurde schliesslich am 19. November 1999 eröffnet.
Das Aktienkapital wurde Mitte 2000 auf 7,1 Millionen Franken erhöht und dabei neu in 36'000 Namenstammaktien, 8'000 Inhaberstammaktien und 27'000 Inhabervorzugsaktien aufgeteilt, was knapp ein Jahr später wieder aufgegeben und wieder in 54'000 Namenaktien und neu 17'000 Inhaberaktien geändert wurde. Mitte 2002 wurde die vorerst letzte Aktienkapitalerhöhung auf 8,26 Millionen Franken durchgeführt, wofür 11'600 neue Inhaberaktien (total 28'600) ausgegeben wurden. Aus Transparenzgründen wurden die erst 1999 eingeführten Inhaberaktien Mitte 2015 wieder aufgegeben, das Aktienkapital besteht seither aus 82'600 Namenaktien à 100 Franken.
2019 ist die Gurtenbahn dem Nationalen Direkten Verkehr (NDV) beigetreten.
Wegen der COVID-19-Pandemie musste die Gurtenbahn ihren Betrieb per 14. März 2020, 20.00 Uhr bis zum 6. Juni 2020 einstellen.
Von Januar bis Mai 2024 wurde die Bahn erneuert. Dabei wurde auf einen vollautomatischen Bahnbetrieb umgestellt.

## Unternehmen
Die Gurtenbahn Bern AG (GB) ist eine Aktiengesellschaft nach Schweizer Obligationenrecht (OR). Obwohl sämtliche Anlagen vollständig in der Gemeinde Köniz liegen, hat das Unternehmen seinen Sitz in Bern, am Domizil der Direktion der Städtischen Verkehrsbetriebe Bern (SVB), welche die Geschäftsleitung wahrnehmen.
Das Aktionariat der GB setzte sich gemäss Geschäftsbericht 2017 aus vier Ankeraktionären zusammen: der Stadt Bern mit 76,03 % (62'800 Aktien), der Genossenschaft Migros Aare (GMA) mit 6,05 % (5000 Aktien), dem Migros-Genossenschafts-Bund (MGB) mit 6,05 % (5000 Aktien), und der Gemeinde Köniz mit 1,29 % (~ 1065 Aktien); rund 10,58 % des Aktienkapitals (~ 8735 Aktien) sind in privatem Streubesitz.
Der fünfköpfige Verwaltungsrat (VR) wird von der Generalversammlung (GV) für jeweils drei Jahre gewählt, wobei die Grossaktionäre in der Regel einen festen Vertreter entsenden – die Stadt Bern den jeweils amtierenden Finanzdirektor, die Migros einen Vertreter der GMA-Geschäftsleitung.
Die dreiköpfige Geschäftsleitung (GL) wird vom Verwaltungsrat gewählt, wobei der amtierende Direktor der SVB traditionell als Vorsitzender der Geschäftsleitung fungiert, während die beiden Abteilungen «Betrieb und Marketing» und «Finanzen und Personal» je einen von der SVB unabhängigen Geschäftsleiter erhalten.
Für das Jahr 2017 wies der Geschäftsbericht 29 Mitarbeiter aus, die sich rund 19 Vollzeitäquivalente teilten.